# Zahra Lari
Pour les articles homonymes, voir Lari.
Zahra Lari (née le 3 mars 1995) est une patineuse artistique émiratie. Elle est la première patineuse des Émirats arabes unis à concourir au niveau international. Elle est une musulmane pratiquante, elle est également la première patineuse internationale à porter un hijab. Elle espère être  une source d'inspiration pour d'autres jeunes femmes.

## Biographie

### Carrière sportive
Zahra Lari est née à Abou Dabi. Sa mère est de Caroline du Nord et s'est convertie à l'islam avant la rencontre avec le père de Zahra dans une université d'Atlanta.
Zahra Lari décide d'essayer le patinage artistique à l'âge de 11 ans, après avoir regardé le film de Disney Princesse on Ice, et est en mesure de commencer des leçons de patinage à l'âge de 13 ans. Elle remporte les championnats nationaux des Émirats en 2015 et 2017.

### Reconversion
Elle fait des études de santé et de sécurité environnementale à l'Abu Dhabi University, même si elle espère poursuivre une carrière en tant qu'entraîneuse de patinage. En 2017, elle a été incluse dans une publicité de Nike mettant en vedette des athlètes musulmanes.

## Programmes
| Saison  | Programme court                          | Patinage libre                       |
| ------- | ---------------------------------------- | ------------------------------------ |
| 2017-18 | - Pierrot et la Lune by Maxime Rodriguez | - Pleurs Prairie by Eleni Karaindrou |
| 2016-17 | - Pierrot et la Lune by Maxime Rodriguez | - Pleurs Prairie by Eleni Karaindrou |

## Carrière

### En début de carrière
Zahra a commencé à apprendre à patiner à l'âge de 13 au Zayed Sports City. Bien que sa mère était initialement favorable, il a fallu un certain temps avant que son père la laisse aller en compétition, préférant elle continue le patinage comme hobby. Cependant, après avoir vu à quel point elle aimait ce sport, il a cédé.

### Saison 2011-12
Sa saison internationale en tant que junior a fait ses débuts dans la saison 2011-12 à la Coupe d'Europe à Canazei, Italie. Elle a eu droit à une déduction en raison de son foulard, comme il n'a pas été approuvé comme faisant partie du costume. Cependant, après discussion avec l'ISU, les règles ont été changées, ce qui a permis aux concurrents d'avoir un foulard.

## Résultats détaillés

### Carrière senior
| saison 2017–18             | saison 2017–18                   | saison 2017–18 | saison 2017–18 | saison 2017–18 | saison 2017–18 |
| Date                       | Event                            | Level          | SP             | FS             | Total          |
| -------------------------- | -------------------------------- | -------------- | -------------- | -------------- | -------------- |
| Janvier 5-7, 2017          | FBMA Trophy 2017                 | Senior         | 15 24.17       | 15 50.59       | 15 74.76       |
| 2016–17 season             |                                  |                |                |                |                |
| Date                       | Event                            | Level          | SP             | FS             | Total          |
| Avril 6 - 9, 2017          | Egna Spring Trophy               | Senior         | 12 25.81       | 12 51.86       | 12 77.67       |
| Fevrier 28 - March 5, 2017 | Cup of Tyrol 2017                | Senior         | 24 25.90       | 26 54.19       | 25 80.09       |
| Fevrier 19–26, 2017        | 2017 Asian Winter Games          | Senior         | 19 23.31       | 17 53.37       | 18 76.68       |
| Janvier 17–21, 2017        | 10th Europa Cup Skate Helena     | Senior         | 15 21.87       | 13 50.69       | 14 72.56       |
| Janvier 5–7, 2017          | FBMA Trophy 2017                 | Senior         | 17 24.17       | 16 50.59       | 16 74.76       |
| Novembre 10–13, 2016       | 19th ISU Merano Cup 2016         | Senior         | 17 19.95       | 16 45.67       | 16 65.62       |
| 2015–16 season             |                                  |                |                |                |                |
| Date                       | Event                            | Level          | SP             | FS             | Total          |
| Janvier 22–23, 2016        | FBMA Trophy 2016                 | Senior         | 5 20.50        | 5 41.37        | 5 61.87        |
| 2014–15 season             |                                  |                |                |                |                |
| Date                       | Event                            | Level          | SP             | FS             | Total          |
| Avril 3–5, 2015            | FBMA Trophy 2015                 | Senior         | 4 25.81        | 4 46.66        | 4 72.47        |
| Fevrier 19–22, 2015        | International Challenge Cup 2015 | Senior         | 12 19.65       | 11 39.51       | 11 59.16       |

### Carrière junior
| Saison 2013-14      | Saison 2013-14            | Saison 2013-14 | Saison 2013-14 | Saison 2013-14 | Saison 2013-14 |
| Date                | L'événement               | Niveau         | SP             | FS             | Total          |
| ------------------- | ------------------------- | -------------- | -------------- | -------------- | -------------- |
| 5 mai-5 juin 2014   | Dubai Golden Cup 2014     | Junior         | 4 25.70        | 7 39.70        | 7 65.40        |
| Saison 2011-12      |                           |                |                |                |                |
| 9 au 13 avril, 2012 | 2012 De La Coupe D'Europe | Junior         | 15             |                |                |